# Parc naturel régional du Lac Trasimène
Le parc naturel régional du lac Trasimène (italien : Parco del Lago Trasimeno) est une zone protégée qui se situe dans la province de Pérouse en Ombrie.

## Historique
Le parc a été instauré à la suite de la loi régionale no 9 du 3 mars 1995 avec comme objectif la protection et la mise en valeur de la zone du lac Trasimène et les communes limitrophes qui possèdent de forts atouts: richesse naturelle, historique et artistique.

## Géographie

### Communes faisant partie du parc du lac Trasimène
La gestion du parc est assurée par le « Consorzio » dont font partie la province de Pérouse et les communes suivantes :
- Castiglione del Lago
- Magione
- Panicale
- Passignano sul Trasimeno
- Tuoro sul Trasimeno

ainsi que les autres communes faisant partie de la Comunità Montana Monti del Trasimeno (it):
- Bettona
- Cannara
- Corciano
- Deruta
- Marsciano
- Paciano
- Piegaro
- Città della Pieve

## Faune et flore

### Faune
- Poissons :Tanche, anguille, carpe, brochet, perche et poisson-chat.
- Oiseaux : Héron, aigrette, butor, grue, mésange, canard siffleur, canard colvert, oie cendrée, mouette, foulque, gallinule, poule d'eau, grèbe, cormoran.

### Flore
- Phragmites, roseaux, plantes hydrophytes, saule, peuplier, chêne.

## Tourisme
- Installations pour l'observation permanente de la plupart des oiseaux et visites guidées avec des bateaux électriques.
- Piste cyclable  de 14 km entre Castiglione del Lago et San Feliciano.